# Wolfe City
Wolfe City est une ville située au nord du comté de Hunt au Texas, aux États-Unis,.

## Démographie
Lors du recensement de 2010, la ville comptait une population de 1 412 habitants. Elle est estimée, en 2018, à 1 472 habitants.